# On the Line (Gary U.S. Bonds)
| Recensione | Giudizio |
| ---------- | -------- |
|            | [ 1 ]    |

On the Line è un album in studio del cantante statunitense Gary U.S. Bonds, pubblicato nel 1982. È il secondo dei due album in cui collaborò con Bruce Springsteen & the E Street Band, dopo Dedication del 1981.

## Descrizione
Tra i musicisti che accompagnano Bonds ve ne sono molti della E Street Band. L'album contiene sette brani scritti da Bruce Springsteen, uno scritto da Steven Van Zandt e due scritti da Bonds (Turn the Music Down, Bring Her Back). Vi è inoltre un duetto con Steven Van Zandt nella canzone Angelyne. Dall'album è stato tratto un singolo, Out of Work che arrivò alla posizione 21 della classifica mainstream rock.
Secondo le note contenute nella riedizione dell'album a cura della Razor Edge, dopo la registrazione dell'album, la Columbia Records fece togliere a Bruce Springsteen le sue parti cantate dalle tracce, in particolare dal brano Angelyne, così fu Van Zandt a fare il duetto. Per questo motivo, sebbene si possa sentire ancora la voce di Springsteen in alcune canzoni, egli non compare tra gli accreditati nelle note originarie. Inoltre le note di copertina dicono che altri tre brani sono stati registrati ma non sono stati pubblicati, tra cui Action In the Street, Lion's Den e Savin' Up. La versione di Springsteen di Lion's Den è stata pubblicata nel 1998 nel suo cofanetto Tracks, mentre Savin' Up è stata inclusa nell'album Rescue di Clarence Clemons del 1983. Action in the Street rimane invece inedita. La versione di Springsteen di Rendezvous è stata pubblicata nel 2010 in The Promise.
Pubblicato originariamente nel 1982 in formato LP e musicassetta dalle etichette discografiche EMI America e Capitol Records, l'album è stato ristampato nel 1991 dall'etichetta Razor Edge della Razor & Tie in formato CD e poi ancora nel 2004 dalla Gott Discs, in un unico CD unitamente a Dedication. Quest'ultima versione è stata in seguito ristampata dalla American Beats Records nel 2007 e dalla BGO Records nel 2009.

## Tracce
1. Hold On (To What You Got) – 3:05 (Bruce Springsteen)
2. Out of Work – 2:53 (Bruce Springsteen)
3. Club Soul City – 3:36 (Bruce Springsteen)
4. Soul Deep – 3:16 (Wayne Carson)
5. Love's On the Line – 3:38 (Bruce Springsteen)
6. Turn the Music Down – 3:37 (Gary U.S. Bonds, Gary L. Anderson)
7. Rendezvous – 2:41 (Bruce Springsteen)
8. Angelyne – 4:03 (Bruce Springsteen)
9. All I Need – 5:10 (Bruce Springsteen)
10. Bring Her Back – 3:45 (Gary U.S. Bonds, Gary L. Anderson)
11. Last Time – 4:45 (Steven Van Zandt)

Durata totale: 40:29

## Crediti
- Gary U.S. Bonds - voce
- Clarence Clemons - sassofono
- Charles Jackson - voce
- Roy Bittan - tastiere
- J.T. Bowen - sassofono
- Rusty Cloud - tastiere
- Bill Derby - chitarra, voce
- Danny Federici - tastiere
- Joe Martin - chitarra, voce
- Mike Micara - batteria
- George Ruiz - basso, voce
- Joey Stann - sassofono, voce
- Garry Tallent - basso
- Steve VanZandt - basso, chitarra, voce
- Max Weinberg - batteria